# Tul'čyn
Tul'čyn (in ucraino Тульчин?) è un centro abitato dell'Ucraina, situato nell'oblast' di Vinnycja.